# Belgrandiella elburensis
Belgrandiella elburensis is een slakkensoort uit de familie van de Hydrobiidae. De wetenschappelijke naam van de soort is voor het eerst geldig gepubliceerd in 1957 door Starmühlner & Edlauer.